# Sherwood n.º 159
Sherwood n.º 159 es un municipio rural canadiense situado en la provincia de Saskatchewan.

## Superficie
Sherwood n.º 159 tiene una superficie de 656,66 km².

## Demografía
En 2021, tenía 1219 habitantes, una densidad poblacional de 1,9 hab./km², y 302 viviendas.